# Потебня Олександр Олександрович
Потебня Олександр Олександрович (* 7 серпня 1868, Харків — † 16 листопада 1935, там само) — український вчений у галузі електротехніки. Син філолога Олександра Потебні. Брат ботаніка Андрія Потебні. 

## Біографія
Народився Олександр Олександрович 7 серпня 1868 р. в сім’ї дворянина. Його батько – відомий український філолог Олександр Опанасович Потебня – академік Петербурзької академії наук, професор Харківського університету, мав великий вплив на формування особистості сина.
У 1892 р. О. О. Потебня з відзнакою закінчив фізико-математичний факультет Харківського університету. Але його увагу привертає нова галузь – електротехніка, і з 1894 р. О. О. Потебня почав навчатися ХТІ. Прослухавши курс лекцій професорів К. О. Зворикіна, В. Г. Кнаббе, А. В. Гречанінова, В. І. Альбіцького, П. П. Копняєва, він подав прохання про складання іспитів на звання інженера-технолога. Навчання О О. Потебня поєднував з практичною роботою. З 1898 р. він працював помічником начальника московської дільниці служби тяги Московсько-Курської залізниці, де отримав величезний виробничий досвід. У 1900 р. О. О. Потебня закінчив механічне відділення ХТІ. Під керівництвом професора П. П. Копняєва він виконав дипломний проект, присвячений теоретичним питанням електричної тяги і одним з перших отримав звання інженера-технолога за спеціалізацією «Електротехніка». Варто підкреслити, що О. О. Потебня є першим випускником ХТІ за електротехнічною спеціалізацією. Два роки стажувався за кордоном, набуваючи практичного досвіду в електротехнічних лабораторіях Європи .

## Наукова діяльність
У 1902 р. О. О. Потебню запрошено на посаду ординарного професора кафедри електротехніки Томського технологічного інституту, де він став організатором електротехнічної лабораторії і засновником електротехнічної спеціальності. У лютому 1907 р. відбувся захист дисертаційної роботи О. О. Потебні на тему «До теорії паралельної роботи альтернаторів». У Томському інституті вчений працював більше двадцяти років і зробив значний внесок у формування наукової електротехнічної школи інституту.
У жовтні 1923 р. за ініціативою професора П. П. Копняєва його переведено до Харківського технологічного інституту. О. О. Потебня брав активну участь у становленні електротехнічного факультету, став ініціатором створення і завідувачем кафедри електричної тяги. До професорсько-викладацького складу електротехнічного факультету у 1923 р. входило чотири професори: О. О. Потебня, В. М. Хрущов, С. О. Тейс та П. П. Копняєв. Варто відзначити, що академік В. М. Хрущов навчався у Томському технологічному інституті, і власне під впливом О. О. Потебні формувались його особистість та визначалися наукові інтереси і напрямки подальшої дослідницької діяльності. У 1923 р. за пропозицією О. О. Потебні, для організації нової електротехнічної спеціалізації, В. М. Хрущова було запрошено до ХТІ.
Викладацьку діяльність (педагогічний стаж вченого складав 37 років) О. О. Потебня вміло поєднував з науково-дослідною роботою. Він був консультантом цілої низки виробничих підприємств, брав участь у наукових розробках електротехнічного факультету. Керував роботами по уточненню плану ГОЕЛРО в Україні (1925). О.О. Потебні належить понад двадцяти праць з загальної електротехніки і проблем електричної тяги. Зокрема, увагу привертають роботи: «Об изменении скоростей многофазных асинхроничных двигателей», «К вопросу о параллельной работе альтернаторов», а також навчальні посібники «Рекуперация энергии», «Особенности расчета тяговых моторов» і збірник практичних завдань «Задачник по электрической тяге», які стали одними з перших вітчизняних посібників з питань електричної тяги.
Помер Олександр Олександрович Потебня 16 листопада 1935 р. Тривалий час професор О. О. Потебня був практично єдиним фахівцем в галузі електричної тяги в Харкові та зробив певний внесок у розвиток цього напряму електротехніки в Україні і в підготовку наукових і інженерних електротехнічних кадрів .